# NGC 6966

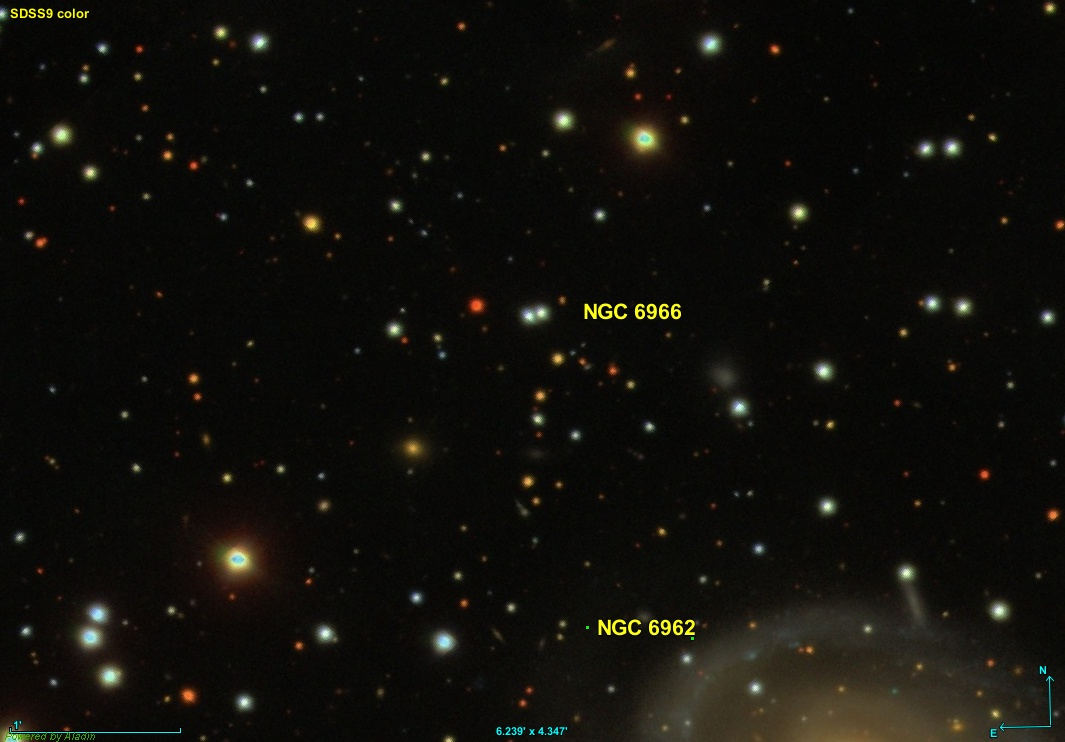
Imagem gerada por meio do software Aladin Sky Atlas do Centro de Dados Astronômicos de Estrasburgo, utilizando dados públicos do SDSS (Sloan Digital Sky Survey)

NGC 6966 é uma estrela dupla na direção da constelação de Aquarius. O objeto foi descoberto pelo astrônomo Heinrich d'Arrest em 1865, usando um telescópio refrator com abertura de 11 polegadas.